# BEST OF GOING UNDER GROUND with YOU
『BEST OF GOING UNDER GROUND with YOU』（ベスト・オブ・ゴーイング・アンダー・グラウンド・ウィズ・ユー）は、GOING UNDER GROUNDのベスト・アルバム。ビクターエンタテインメントのレーベルHAPPYHOUSEより2006年6月28日発売。

## 概要
バンド初のベスト・アルバム。日本武道館でのライブを直前に控えた2006年6月末に発売された。収録曲はメンバーが選定した。ブックレットには音楽ライターの金光裕史（雑誌『音楽と人』）のライナーノーツが掲載されている。ジャケットは宮尾和孝が手がけた。
初回盤はCD-EXTRAでレコーディング風景を収めた映像が収録されているほか、ブックケース仕様となっている。
ボーカルの松本素生が本作の発売について、武道館公演を前に「節目を作ろう」という意味合いが大きかったとし、「編集盤的な要素もあった」と語る通り、シングル曲に限らない選曲で構成されている。

## プロモーション
博多華丸・大吉があいうえお作文でアルバムを紹介するという内容のテレビCMが制作され、ビクターのウェブサイトではテレビ放映用のものとは別のバージョンの動画も公開されていた。店頭用POPには劇団ひとりが起用された。

## 収録曲
| #         | タイトル                                          | 作詞      | 作曲      | 時間  |
| --------- | ------------------------------------------------- | --------- | --------- | ----- |
| 1.        | 「my dear」                                       | -         | 河野丈洋  | 2:20  |
| 2.        | 「トワイライト」                                  | 松本素生  | 松本素生  | 4:53  |
| 3.        | 「VISTA」                                         | 河野丈洋  | 河野丈洋  | 3:46  |
| 4.        | 「グラフティー (album mix)」                      | 松本素生  | 松本素生  | 3:23  |
| 5.        | 「アゲハ (alternate version "アゲハとトカゲ")」   | 河野丈洋  | 河野丈洋  | 3:33  |
| 6.        | 「ダイアリー」                                    | 松本素生  | 松本素生  | 4:39  |
| 7.        | 「かよわきエナジー〜Take Me Home. Country Roads」 | 松本素生  | 松本素生  | 4:53  |
| 8.        | 「同じ月を見てた」                                | 松本素生  | 松本素生  | 4:56  |
| 9.        | 「ランブル」                                      | 松本素生  | 松本素生  | 4:36  |
| 10.       | 「タッシ」                                        | 河野丈洋  | 河野丈洋  | 3:17  |
| 11.       | 「ハートビート」                                  | 河野丈洋  | 河野丈洋  | 4:30  |
| 12.       | 「南十字」                                        | 河野丈洋  | 河野丈洋  | 5:25  |
| 13.       | 「kodama」                                        | 松本素生  | 松本素生  | 4:16  |
| 14.       | 「東京」                                          | 松本素生  | 松本素生  | 6:38  |
| 15.       | 「STAND BY ME」                                   | 松本素生  | 松本素生  | 4:34  |
| 16.       | 「ハミングライフ」                                | 河野丈洋  | 河野丈洋  | 5:34  |
| 合計時間: | 合計時間:                                         | 合計時間: | 合計時間: | 71:13 |

### 楽曲解説
1. my dear
インストゥルメンタル。本作のための書き下ろし作品。
2. トワイライト
6thシングル。
3. VISTA
14thシングル。アルバム初収録。
4. グラフティー (album mix)
メジャーデビューシングル。本作にはアルバム『かよわきエナジー』に収録された、イントロのギターストロークをカットしたバージョンが収録されている。
5. アゲハ (alternate version "アゲハとトカゲ")
10thシングル。本作には2コーラス目を河野が歌っているシングルバージョンが収録されている。
6. ダイアリー
5thシングル。
7. かよわきエナジー～Take Me Home. Country Roads
1stアルバム『かよわきエナジー』からの収録。
8. 同じ月を見てた
9thシングル。
9. ランブル
4thシングル。
10. タッシ
2ndアルバム『ホーム』からの収録。
11. ハートビート
7thシングル。
12. 南十字
5thアルバム『TUTTI』からの収録。
13. kodama
2ndアルバム『ホーム』からの収録。本作収録バージョンのアウトロは『ホーム』収録バージョンより1分弱短く編集されている。
14. 東京
4thアルバム『h.o.p.s.』からの収録。
15. STAND BY ME
11thシングル。
16. ハミングライフ
14thシングル。アルバム初収録。